# Иван Дерменджиев (футболист)
Иван Ивайлов Дерменджиев (роден на 31 декември 2000 г.) е български футболист, който играе на поста вратар. Състезател на Етър.

## Кариера
На 11 юли 2020 г. Иван подписва със Славия (София).
На 12 септември 2020, отива под наем в отбора на Спортист (Своге). На 31 декември наемът му приключва и той се завръща при „белите“.